# Omphalodes linifolia
Omphalodes linifolia là loài thực vật có hoa trong họ Mồ hôi. Loài này được (L.) Moench mô tả khoa học đầu tiên.